# Euphoria (silnik)
Euphoria – silnik pozwalający na generowanie w czasie rzeczywistym animacji ruchu postaci. Stworzony został przez producenta gier – NaturalMotion. Silnik wykorzystywany jest w grach pisanych na konsole Xbox 360, PlayStation 3, Xbox One, Xbox Series X/S, PlayStation 4, PlayStation 5, Nintendo Switch oraz na komputery osobiste.

## Gry wykorzystujące silnik Euphoria
- Grand Theft Auto IV
  - Grand Theft Auto: Episodes from Liberty City
    - Grand Theft Auto IV: The Lost and Damned[5]
    - Grand Theft Auto: The Ballad of Gay Tony[6]
- Red Dead Redemption
- Max Payne 3
- Star Wars: The Force Unleashed
- Star Wars: The Force Unleashed II
- Backbreaker
- Grand Theft Auto V
- Red Dead Redemption II[7]